# 許孟哲
許孟哲（英語：Jason Hsu，1985年7月27日—），台灣男藝人、冰球運動員，喬傑立家族的團體5566成員。妻子為藝人趙孟姿。

## 演藝經歷
2002年以男子團體5566在演藝圈出道。同年也出演戲劇。
2012年退伍於海巡署。。
2016年10月與5566成員孫協志、王仁甫在中視開新節目《飢餓遊戲》重執外景綜藝節目主持棒，在2017年入圍第52屆金鐘獎的益智及實境節目獎。。
2017年與李毓芬、黃仁德、嚴爵、許維恩共同主演東森電視自製戲劇《我和我的四個男人》，台視主頻首播。

## 運動生涯
熱愛冰上曲棍球運動。在2017年時，獲選為「2017男子成人中華台北代表隊」成員，將代表台灣赴日本北海道參加亞洲冬季運動會、及國際冰球總會於保加利亞舉辦的世界冰球錦標賽。
2017年12月底許孟哲受到北美職業冰上曲棍球聯盟（NHL）邀約，前往紐約出席冬季經典賽。

## 節目暱稱
主持《飢餓遊戲》時，因為抽到最少%數的機率實在太高，開播沒多久，就有了「5%公」這個綽號。開播截至目前為止，因為孟哲抽到5%的機率實在真的太高了，讓觀眾以及製作團隊號稱孟哲是「5%大帝」。

## 音樂作品

### 唱片
- 2002年7月 《MVP情人》電視原聲帶
- 2002年12月 1ST ALBUM
- 2003年9月 《西街少年》電視原聲帶
- 2004年1月 2ND ALBUM 摯愛
- 2004年5月 《紫禁之巔》電視原聲帶
- 2004年10月 C'EST SI BON最棒精選
- 2005年1月 《格鬥天王》電視原聲帶
- 2005年2月 《愛的奇蹟》 喬傑立最棒偶像劇情歌精選
- 2005年8月 3RD ALBUM 好久不見
- 2006年1月 《愛的奇蹟2—跳舞吧JSTAR》
- 2007年2月 《愛的奇蹟3—搖滾萬歲》
- 2007年7月 《櫻野三加一》電視原聲帶
- 2008年1月 4TH ALBUM 喝采

### DVD&VCD
- 2003年：
  - 《5566超越自我PLAY演唱會》
- 2005年：
  - 《5566登峰造極亞洲巡迴台北演唱會》、《喬傑立巨星-愛在星光演唱會》
- 2006年：
  - 《5566同一個世界唯吾獨尊演唱會》

### 單曲
- 2019年2月 Something About Love
- 2021年1月 我們 5566
- 2021年12月 〈因為有你〉電視節目飢餓遊戲主題曲 與孫協志、王仁甫、蔡黃汝、峮峮合唱。

## 演唱會
| 年度   | 日期                   | 名稱                                              | 地點             |
| ------ | ---------------------- | ------------------------------------------------- | ---------------- |
| 2003年 | 1月26日                | 《一飛沖天台北南港101演唱會》                     | 台北             |
| 2003年 | 4月12日                | 《超越自我PLAY新加坡室內體育場演唱會》            | 新加坡           |
| 2003年 | 7月27日                | 《SKYWALK台北南港101演唱會》                      | 台北             |
| 2003年 | 10月10日               | 《中華民國慶演唱會》                              | 台北             |
| 2004年 | 4月17日                | 《龍之神武新加坡室內體育場演唱會》                | 新加坡           |
| 2004年 | 8月8日                 | 《新加坡國慶演唱會》                              | 新加坡           |
| 2004年 | 8月28日                | 《龍之神武萬人祈福台北體育場演唱會》              | 台北             |
| 2004年 | 10月10日               | 《嘉義花火節演唱會》                              | 嘉義             |
| 2004年 | 12月11日               | 《愛在星光新加坡國際會議中心》                    | 新加坡           |
| 2005年 | 4月8日                 | 《愛無所不在大甲媽祖演唱會》                      | 台中縣           |
| 2005年 | 5月15日                | 《南投花卉博覽會演唱會》                          | 南投縣           |
| 2005年 | 12月11日               | 《同一個世界新加坡演唱會》                        | 新加坡           |
| 2006年 | 3月18日                | 《同一個世界唯吾獨尊台北中山足球場演唱會》        | 臺北市           |
| 2006年 | 3月24日                | 《愛無所不在大甲媽祖演唱會》                      | 台中縣           |
| 2006年 | 8月12日                | 《夏日八度馬來西亞演唱會》                        | 馬來西亞         |
| 2007年 | 12月31日               | 《5566印尼棉蘭跨年演唱會》                        | 印尼             |
| 2008年 | 8月23日                | 《Phu．Tho- SYM Vacation 2008演唱會》             | 越南             |
| 2009年 | 12月8日                | 《成都演唱會》                                    | 中國             |
| 2009年 | 12月31日               | 《檳城跨年演唱會》                                | 馬來西亞         |
| 2016年 | 12月31日               | 《花YOUNG臺中-臺中麗寶樂園跨年演唱會》            | 臺中市           |
| 2019年 | 2月23日                | 台北《Since 5566》小巨蛋演唱會 一段愛與我們的故事 | 台北小巨蛋       |
| 2019年 | 7月6日                 | 新加坡《Since 5566》演唱會 一段愛與我們的故事     | 新加坡室內體育館 |
| 2020年 | 8月22日                | 高雄《Since 5566》演唱會 一段愛與我們的故事       | 高雄巨蛋         |
| 2020年 | 因疫情尚未決定延期日期 | 馬來西亞《Since 5566》演唱會 一段愛與我們的故事   | 馬來西亞小巨蛋   |
| 2020年 | 12月31日               | 臺中麗寶跨年雙演唱會                              | 臺中市           |
| 2022年 | 10月22日               | 2056二十週年演唱會                                | 高雄巨蛋         |

## 演出作品

### 電視劇
| 拍攝年份 | 首播日期   | 播出頻道            | 劇名                         | 角色                     | 性質       | 備註       |
| -------- | ---------- | ------------------- | ---------------------------- | ------------------------ | ---------- | ---------- |
| 2002年   | 2000/07/01 | 華視                | 《麻辣鮮師》                 | 李孟哲                   | 單元男主角 |            |
| 2002年   | 2002/07/21 | 華視、三立都會台    | 《MVP情人》                  | 夏智源（DJ）             | 第三男主角 |            |
| 2003年   | 2003/05/18 | 華視、三立都會台    | 《海豚灣戀人》               | 5566                     | 客串       | 客串第18集 |
| 2003年   | 2003/09/21 | 華視、三立都會台    | 《西街少年》                 | 馮愛森                   | 男配角     |            |
| 2003年   | 2003/11/13 | 華視、三立都會台    | 《千金百分百》               | 孟哲林                   | 男配角     |            |
| 2004年   | 2004/08/12 | 台視                | 《愛上千金美眉》             | 葉偉哲                   | 男主角     |            |
| 2005年   | 2005/06/01 | 三立都會台          | 《大熊醫師家》               | 喬小哲                   | 男配角     |            |
| 2006年   | 2006/05/01 | 三立都會台          | 《住左邊住右邊之全民拼幸福》 | 弟寶                     | 客串       | 客串第40集 |
| 2006年   | 2007/01/29 | 華視                | 《食神》                     | 三表弟                   | 客串       | 客串第1集  |
| 2007年   | 2007/07/29 | 台視、三立都會台    | 《櫻野三加一》               | 王道仁（BULU）           | 男主角     |            |
| 2010年   | 2010/11/01 | 台視                | 《家有四千金》               | 龐大鯨                   | 男主角     |            |
| 2011年   | 2011/02/27 | 超視                | 《33故事館－幸福裡的愛情》   | 培盛                     | 男主角     |            |
| 2011年   | 2011/03/20 | 超視                | 《33故事館－幸福的條件》     | 王天威                   | 男主角     |            |
| 2011年   | 2011/12/05 | 華視、八大娛樂K台   | 《易開罐男孩》               | 易凱                     | 男主角     |            |
| 2015年   |            | 樂視網              | 《阿宪走着瞧》               |                          | 客串       |            |
| 2015年   | 2015/11/28 | 大愛                | 《望你早歸》                 | 水生                     | 男配角     |            |
| 2016年   | 2016/07/30 | 台視、東森綜合台    | 《必勝練習生》               | 傅竹任                   | 第三男主角 |            |
| 2017年   | 2017/08/05 | 台視、東森綜合台    | 《我和我的四個男人》         | 李必合                   | 第三男主角 |            |
| 2018年   | 2018/07/12 | 緯來綜合台          | 《霹靂電娃》                 | 高記                     | 男主角     |            |
| 2019年   | 2020/06/06 | 公視                | 《我的婆婆怎麼那麼可愛》     | 配音旁白／蘇秉信／鬍鬚姜 | 特別演出   |            |
| 2019年   | 2020/08/23 | 愛奇藝              | 《穿盔甲的少女》             | 孟棋                     |            |            |
| 2020年   | 2020/06/07 | 台視、三立都會台    | 《浪漫輸給你》               | 賀天健／司徒默然         | 男配角     |            |
| 2022年   | 2022/10/14 | LINE TV、CATCHPLAY+ | 《我的牙想你》               | 池仁閔                   | 男配角     |            |
| 2024年   | 2025/02/02 | 華視、公視台語台    | 《火車來去》                 | 高有福                   | 男配角     |            |
|          |            | 公視                | 《我的婆婆怎麼那麼可愛2》    | 配音旁白/蘇秉信/鬍鬚姜   | 特別演出   |            |

### 電影
| 上映年份 | 電影名稱               | 飾演     | 導演           | 備註     |
| -------- | ---------------------- | -------- | -------------- | -------- |
| 2006年   | 魔鬼女教頭             | 吳弘達   |                |          |
| 2014年   | 黑白                   | 菜鳥警察 | 游堅煜、李權峰 | 特別演出 |
| 2015年   | 角頭                   | 苦茶     | 李運傑         | 特別演出 |
| 2015年   | 結婚禁行曲             | Peter    | 郭春暉、蘇皇銘 | 男主角   |
| 2023年   | 我的婆婆怎麼把OO搞丟了 | 蘇秉信   | 鄧安寧         |          |

### MV演出
- 2003年：王心凌《當你》

## 出版品

### 書籍
- 2003年：

《不要叫我米其林》、《5566認真貼身紀實》
- 2004年：

《5566 For You 寫真樂譜書》

## 主持作品

### 電視節目
| 年度        | 播出頻道/平台 | 節目名稱                      | 備註                                                 |
| ----------- | ------------- | ----------------------------- | ---------------------------------------------------- |
| 2003年      | 台視          | 《少年特攻隊》→《超級星星星》 | 2007年10月停播                                       |
| 2003年      | 三立都會台    | 《完全娛樂》                  | 歷任主持人，於2011年換人接手主持。                   |
| 2004年      | 華視          | 《鬥陣聚樂部》                | 已停播                                               |
| 2010年      | 衛視中文台    | 《麻辣天后宮》                | 2010年3月加入主持行列，2010年6月請辭。               |
| 2016年-至今 | 中視          | 《飢餓遊戲》                  | 許孟哲、孫協志、王仁甫、蔡黃汝、峮峮五人都是主持人。 |
| 2019年      | 麥卡貝        | 《Co-Living同居時代》         | 與苗可麗、阿民、阿憲共同主持。                       |
| 2019年      | 狼谷競技台    | 《Fiv5鬪！龍虎門》            | 代班主持人之一，與王仁甫共同主持。                   |
| 2022年      | 東森綜合台    | 《請問 今晚住誰家》           | 代班主持人，與黃鐙輝共同主持。                       |
| 2024年      | KKTV台        | 《潛進藍色地球》              | 主持人，與趙孟姿共同主持。                           |

## 獎項紀錄

### 電視金鐘獎
| 年份   | 頒獎典禮     | 獎項                   | 節目         | 結果 |
| 2018年 | 第53屆金鐘獎 | 益智及實境節目主持人獎 | 《飢餓遊戲》 | 入圍 |
| 2023年 | 第58屆金鐘獎 | 益智及實境節目主持人獎 | 《飢餓遊戲》 | 入圍 |

## 外部連結
- 許孟哲的Facebook專頁
- 許孟哲的新浪微博
- 許孟哲的Instagram帳戶
- 許孟哲在香港影庫上的簡介
- 許孟哲在豆瓣上的资料（简体中文）
- 許孟哲在时光网上的簡介（简体中文）
- 晴空鳥的Instagram帳戶